# Batalha do Camelo
A Batalha do Camelo (árabe: , romanizado: Maʿrakat al-Jamal) ocorreu fora de Baçorá, Iraque, em 36 AH (656). A batalha foi travada entre o exército do quarto califa Ali (r. 656–661), de um lado, e o exército rebelde liderado por Aixa, Talha e Zobair, do outro lado. Ali era primo e genro do profeta islâmico Maomé, enquanto Aisha era viúva de Maomé, de quem Talha e Zobair eram companheiros proeminentes. Ali saiu vitorioso da batalha, Talha e Zobair foram mortos e Aisha foi enviada de volta para Hejaz depois. O triunvirato se revoltou contra Ali aparentemente para vingar o assassinato do terceiro califa Otomão (r. 644–656), embora se saiba que Aisha e Talha se opuseram ativamente a ele. Os três também pediram a destituição de Ali do cargo e um conselho coraixita (xura) com Talha e Zobair para nomear seu sucessor.